# 8 Andromedae
8 Andromedae (8 And / HD 219734 / HR 8860) es una estrella en la constelación de Andrómeda. De magnitud aparente +4,85, se encuentra a 655 años luz del sistema solar.
8 Andromedae es una gigante roja de tipo espectral M2III con una temperatura efectiva de 3730 K.
Semejante a Mirach (β Andromedae) —en esta misma constelación—, Menkar (α Ceti) o γ Hydri, es una de las pocas gigantes rojas que pueden ser observadas a simple vista.
Su radio es 30 veces más grande que el radio solar y gira sobre sí misma con una velocidad de rotación proyectada de 5 km/s.
El contenido metálico de 8 Andromedae es superior al solar ([Fe/H] = +0,27), siendo su abundancia relativa de hierro un 86% mayor que la existente en el Sol.
Es posible que sea una estrella variable —su variabilidad no ha sido confirmada—, recibiendo la denominación de variable provisional ZI 2130.
8 Andromedae tiene varias compañeras visuales que pueden estar físicamente relacionadas con ella. Las dos más cercanas son 8 Andromedae B, estrella de magnitud 13 situada a 8 segundos de arco, y 8 Andromedae P, una compañera más tenue de magnitud 16, a 15 segundos de arco. A algo menos de un minuto de arco se encuentra 8 Andromedae D (magnitud 11,6), mientras que 8 Andromedae C (magnitud 10,7) se halla a más de 3 minutos de arco.